# Hipias de Atenas
Hipias (en griego antiguo: Ἱππίας; f. en 490 a. C.) fue tirano de Atenas del 527 al 510 a. C.
Hipias era hijo del tirano Pisístrato, al que sucedió junto con su hermano Hiparco. Fue Hipias quien asumió la dirección efectiva de los asuntos públicos, aunque no es fácil delimitar qué parte de los logros de la tiranía en Atenas fue obra del padre y cuál de los hijos, al menos hasta la muerte de Hiparco. Una de las actuaciones principales de Hipias fue la introducción de un nuevo sistema monetario en Atenas en 525 a. C. Por lo demás, sus primeros años en el poder estuvieron marcados por las sucesivas concesiones a la aristocracia y por una relativa estabilidad política.
El periodo de tranquilidad terminó con el asesinato de Hiparco, su hermano. Este había abusado de su posición sometiendo a un asedio amoroso a Harmodio, amante de Aristogitón. Fueron la humillación y los celos los que llevaron a ambos a asesinar al tirano (514 a. C.), aunque la opinión popular ateniense los elevó al rango de héroes contra la opresión, especialmente después de que Hipias los hiciera ejecutar.
A partir de ese momento Hipias estableció un régimen de terror, desconfiando de todos y de todo y multiplicando las vejaciones contra las clases altas, mientras el panorama internacional se iba volviendo cada vez más sombrío: desaparición de los tiranos aliados, Polícrates de Samos y Ligdamis de Naxos; ofensiva persa que destroza el primer imperio marítimo ateniense, creado por Pisístrato; y, en fin, ruptura de relaciones entre Tebas y Atenas tras la alianza sellada por esta última con la ciudad de Platea.
Esparta, preocupada por la progresiva expansión de Atenas, duda en intervenir directamente. No se decidirá hasta el 511 a. C., a instancias del oráculo de Delfos, comprado por la familia exiliada de los Alcmeónidas ―enemigos acérrimos de Hipias― mediante la construcción de un nuevo templo en la ciudad sagrada. Un primer ejército espartano a las órdenes de Anquímolio fue derrotado. Pero un nuevo intento dirigido por el propio rey de Esparta, Cleómenes I, consiguió sitiar a Hipias y sus seguidores en la Acrópolis ateniense. Para salvar las vidas de sus hijos, que habían caído en poder de los sitiadores, consintió en partir al destierro (510 a. C.).
El exilio de Hipias supuso el inicio de la democracia en Atenas, que llegó con el alcmeónida Clístenes de Atenas. Más tarde los espartanos consideraron que una Atenas libre y democrática podría representar un peligro para la hegemonía de Esparta e intentaron reponer a Hipias como tirano, pero este se había refugiado ya en la corte persa de Darío I. Persia amenazó con atacar a Atenas si esta no readmitía a Hipias, posibilidad que los atenienses rechazaron de plano aun a riesgo de entrar en conflicto con la gran potencia asiática. Poco después se produciría la Revuelta jónica contra los persas de 499 a. C., apoyada calurosamente por Atenas. Aplastado el levantamiento el 494 a. C., los persas buscaron el desquite. Hipias animó a Darío a iniciar la primera de las guerras médicas y participó en la expedición. Este, entre otras cosas, aconsejó el desembarco en la llanura de Maratón. Resultó muerto en Lemnos, durante dicha guerra, poco después de la batalla de Maratón (490 a. C.).
| Predecesor: Pisístrato | Tirano de Atenas 527 a. C. - 510 (Junto con Hiparco hasta 514 a. C.) | Sucesor: Clístenes |
| Predecesor: Onetórides | Arconte epónimo 526 a. C. - 525 a. C.                                | Sucesor: Clístenes |